# Apolló-palota (Marosvásárhely)
A marosvásárhelyi Apolló-palotát gróf Teleki Sámuel építtette a 19. század elején azzal a céllal, hogy bevételét könyvtárának fenntartására használják fel. Az eredetileg kétemeletes épület földszintjén üzletek, első emeletén lakások, míg a másodikon bálterem volt, ahol színielőadásokat is tartottak. A 20. században a termet, annak belmagasságát kihasználva, két emeletszintre osztották.

## Története
A palotát Teleki Sámuel, a Teleki Téka létesítője emeltette 1804 és 1807 – más források szerint 1820 és 1822 – között, hogy a helyiségek bérbeadásából fenntartsák a könyvtárat, gyarapítsák annak gyűjteményét, és fizessék alkalmazottait. Az eredetileg háromszintes épület földszintjén üzletek, első emeletén lakosztályok voltak, második emeletét pedig a nagyterem („szála”) foglalta el. Kivitelezője Johannes Sommer kolozsvári építőmester, a fedélszerkezet a kőhalmi Christian Schön munkája volt. A palotát Apollo római napistenről nevezték el, és a nagytermet is Apollót ábrázoló falfestmények díszítették.
A nagyteremben bálokat, táncestélyeket tartottak; a 19. században ez volt a város előkelőségeinek fő találkozóhelye, és itt mutatkoztak be az elsőbálos lányok is. Mivel Marosvásárhelynek egészen az 1970-es évekig nem volt kőszínháza, az 1820-as évektől kezdődően a színielőadásokat is az Apolló-palotában tartották: télen és kedvezőtlen időben a nagyteremben, nyáron pedig a kertben ácsolt színpadon (Apolló-kert). Fellépett itt többek között Déryné Széppataki Róza, Kántorné Engelhardt Anna, Blaha Lujza, Jászai Mari, Prielle Kornélia, Ecsedi Kovács Gyula és Szentgyörgyi István is. 1848-ban a forradalmi ifjúság találkozóhelye volt.
A „szálát” 1891-ben tűzveszélyesség miatt bezárták, szerepét a régi Transzilvánia Szálló nagyterme vette át. A Teleki-örökösök nem tartották tiszteletben Teleki Sámuel végrendeletét, és 1923-ban eladták a palotát Bürger Albert sörgyárosnak, aki 1924-ben az épület belsejét kibontatta, és a második emelet belmagasságát kihasználva két emeletszintre osztatta, lakosztályokat hozva létre. Az átalakítást Radó Sándor tervei alapján végezték; ennek folytán az épület elveszítette eredeti barokk jellegét.
1923-tól a földszinten működött a Magyar Úrikaszinó. Az épületben tartották 1937 októberében 187 résztvevővel a Vásárhelyi találkozót, amelyen az erdélyi magyarság képviselői kimondták, hogy kisebbségi életük minden intézményét az egység gondolata és a jogaikért való küzdelem kell áthassa, de keresni kell a román és a magyar nép közti békés együttélés lehetőségét is. A gyűlés elnöke Tamási Áron író volt. A rendszerváltás óta bankok, szervezetek, pártok székhelye (az 1990-es években az RMDSZ-é is), de iskola, bentlakás, és görögkatolikus imaház is működött itt.

## Leírása
A Főtér északnyugati oldalának alsó részén álló impozáns épület. Kilenctengelyes homlokzatát négy iónfejezetes pilaszterből álló nagyoszloprend három szakaszra tagolja. Az ablaknyílások keretelése szintenként változik, a kapu fölötti ablakok egy mélyített mezőbe kerültek, előttük kis erkéllyel. A homlokzatot széles koronázópárkány zárja, fölötte áttört attikával. Helyi jelentőségű műemlék.